# Hermann Ferdinand Hitzig
Hermann Ferdinand Hitzig (Burgdorf, 25 januari 1868 - Zürich, 26 juli 1911) was een Zwitsers jurist, hoogleraar en rechtshistoricus.

## Biografie

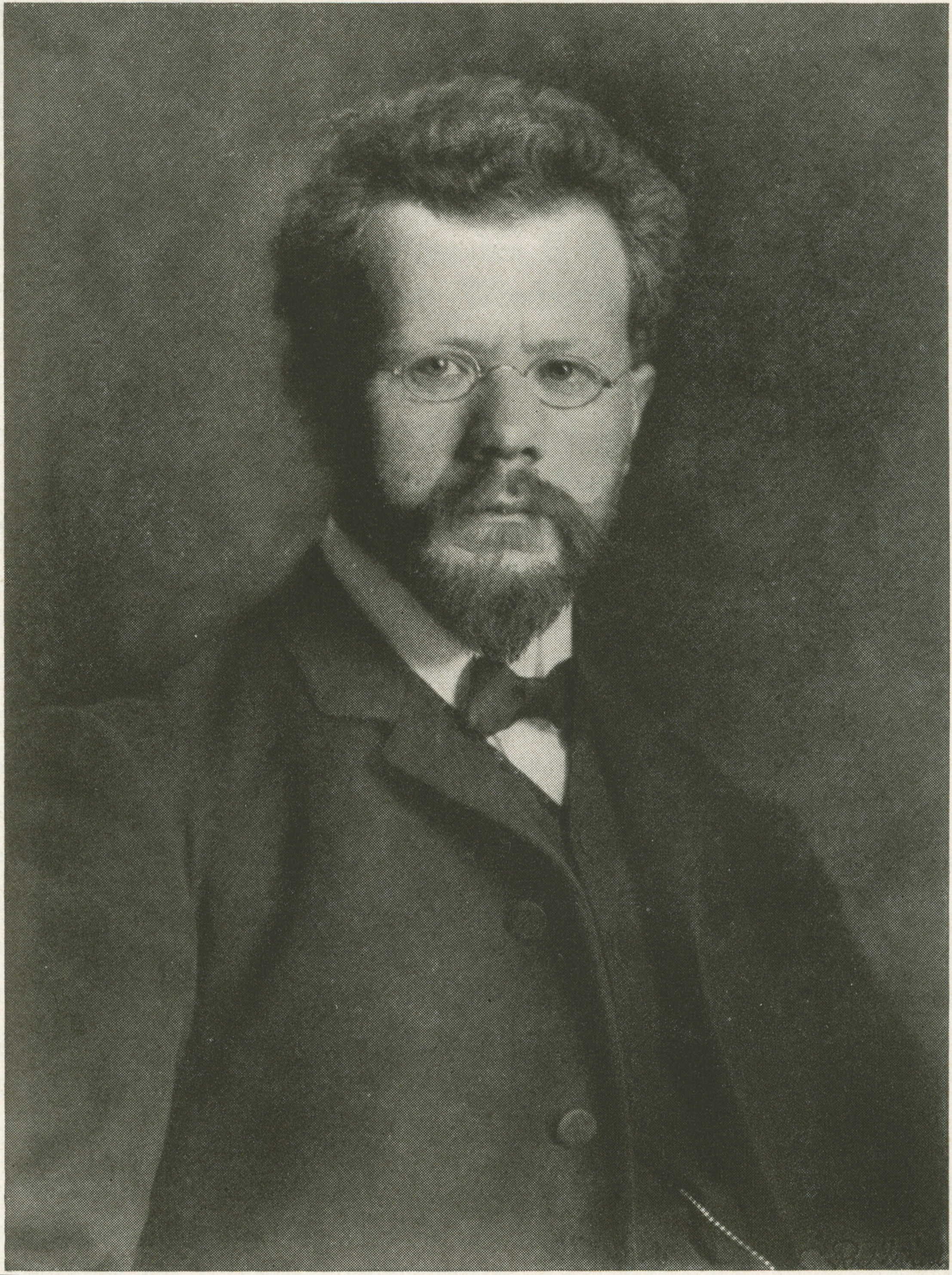

### Afkomst en opleiding
Hermann Hitzig stamt af van een geleerde familie uit Baden. Zijn grootvader was de protestantse theoloog Ferdinand Hitzig (1807-1875) en zijn vader Hermann Hitzig (1843-1918) was een onderwijzer in Bern en werd later professor klassieke filologie aan de Universiteit van Bern en de Universiteit van Zürich.
Hermann Hitzig bracht zijn schooltijd door in Bern en legde in 1885 zijn maturiteitsexamen af. Omdat hij toen slechts 17 jaar was, was hij nog te jong om zich in te schrijven aan een Zwitserse universiteit. Als gevolg hiervan ging hij Frans, Grieks en Latijn studeren in het buitenland, en meer bepaald aan de Universiteit van Montpellier, in het zuiden van Frankrijk. Later maakte hij alsnog de overstap naar de Universiteit van Bern. Ook nadat zijn gezin in 1886 naar Zürich verhuisde, bleef hij studeren aan deze universiteit. Tijdens zijn studententijd besloot Hitzig evenwel om van studierichting te veranderen. Hij schakelde over naar rechten en gaf ook zelf privélessen. Later zette hij zijn studies verder aan de Universiteit van Leipzig, in Duitsland, en aan de Universiteit van Zürich, waar hij in januari 1891 met grote onderscheiding promoveerde tot doctor in de rechten met het proefschrift De magistratuum et iudicum Romanorum assessoribus.

### Hoogleraar
Nadien werkte Hitzig gedurende anderhalf jaar als medewerker bij een advocatenkantoor in Winterthur. Zijn uiteindelijke doel bleef evenwel het uitbouwen van een academische carrière. In juni 1892 behaalde hij aan de Universiteit van Zürich zijn habilitatie en werd hij er privaatdocent Romeins recht. In 1895 werd hij benoemd tot buitengewoon hoogleraar en in 1897 tot gewoon hoogleraar. Vervolgens was hij van 1898 tot 1900 decaan van de Zürichse faculteit rechtsgeleerdheid. Hij kreeg meerdere aanbiedingen om aan de slag te gaan aan buitenlandse universiteiten, met name van de Universiteit van Breslau in 1907, de Universiteit van Straatsburg in 1909 en de Universiteit van Leipzig in 1911, maar sloeg zulke aanbiedingen steeds af. In de aanloop naar de rectorverkiezingen aan de Universiteit van Zürich voor de periode vanaf 1912 werd de naam van Hermann Hitzig meermaals genoemd. Zijn vader was bovendien reeds rector geweest, van 1906 tot 1908. Hermann Ferdinand Hitzig stierf echter kort voordien, op 26 juli 1911, aan de gevolgen van een operatie die hij had ondergaan. Hij werd 43 jaar oud. Uiteindelijk zou August Egger rector worden voor de periode 1912-1914.
Hermann Hitzig was vooral gespecialiseerd in het antieke recht, en meer bepaald in het Griekse pandrecht en het Romeinse strafrecht. Zijn publicaties waren baanbrekend in het onderzoek naar het oude Griekse recht. Over deze onderwerpen publiceerde hij ook vele artikelen in de Paulys Realencyclopädie der classischen Altertumswissenschaft, een encyclopedie voor oudheidkunde.

## Werken
- De magistratuum et iudicum Romanorum assessoribus, Bern, 1891.
- Die Stellung Kaiser Hadrians in der römischen Rechtsgeschichte, Zürich, 1892.
- Die Assessoren der römischen Magistrate und Richter, München, 1893.
- Das griechische Pfandrecht. Ein Beitrag zur Geschichte des griechischen Rechts, München, 1895.
- Iniuria. Beiträge zur Geschichte der Iniuria im griechischen und römischen Recht, München, 1899.
- Die Bedeutung des altgriechischen Rechtes für die Vergleichende Rechtswissenschaft, Stuttgart, 1906.
- Die Grenzen des Erbrechts, Zürich, 1908.
- Die Herkunft des Schwurgerichts im römischen Strafprozess. Eine Hypothese, Zürich, 1909.